# 艾特蘭河

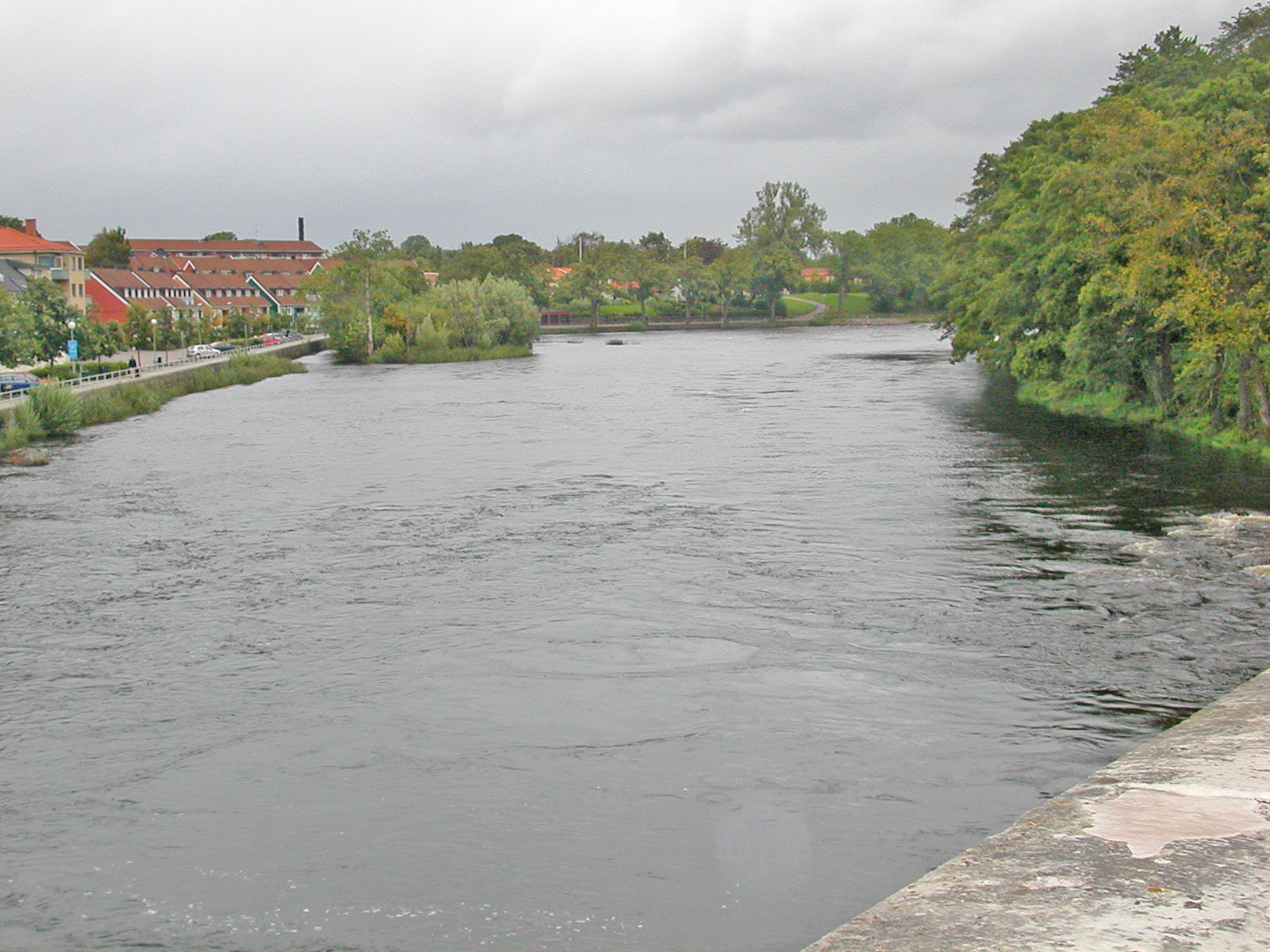

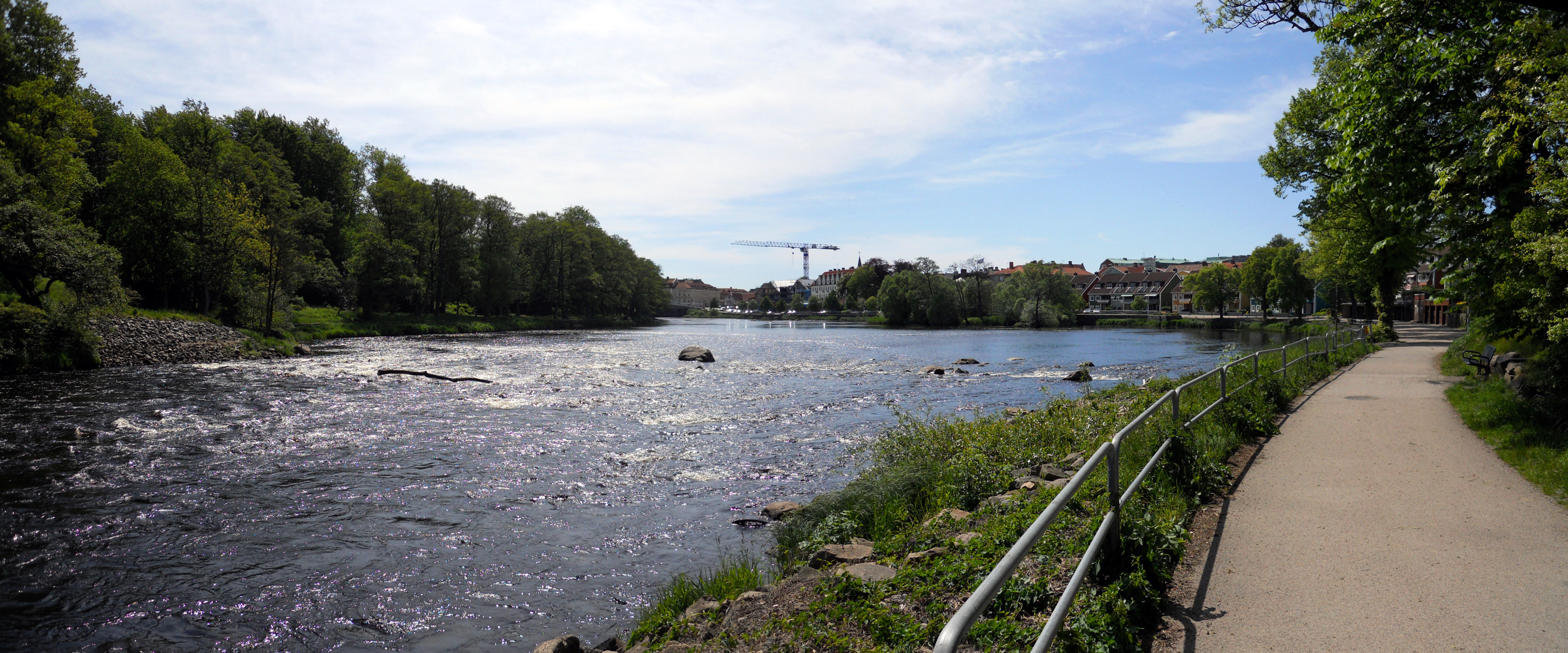

艾特蘭河是瑞典的河流，流經西約塔蘭省和哈蘭省，最終注入卡特加特海峽，河道全長240公里，流域面積3,342平方公里，平均流量每秒47立方米。